# 默爾德雷什蒂鄉
45°6′N 24°1′E / 45.100°N 24.017°E
默爾德雷什蒂鄉（羅馬尼亞語：Comuna Măldărești, Vâlcea），是羅馬尼亞的鄉份，位於該國西南部，由沃爾恰縣負責管轄，面積29平方公里，海拔高度419米，2002年人口2,021，人口密度每平方公里70人。